# Kyashavara, Koratagere
Kyashavara là một làng thuộc tehsil Koratagere, huyện Tumkur, bang Karnataka, Ấn Độ.